# Macromesus filicornis
Macromesus filicornis är en stekelart som först beskrevs av Vittorio Luigi Delucchi 1956.  Macromesus filicornis ingår i släktet Macromesus och familjen puppglanssteklar. Inga underarter finns listade i Catalogue of Life.